# Jonas Gren
Jonas Gren, tidigare Jonsson, född 13 januari 1715 i Stjärnsund, Husby socken, Kopparbergs län, död 25 mars 1765 i Klara församling, Stockholm, var en svensk orgelbyggare.
Gren har i kompanjonskap med Petter Stråhle uppsatt flera stora orgelverk i Stockholm, bland annat i Klara och Katarina kyrkor, samt ett flertal kyrkor i landsorten. Vid Gren och Stråhles död övertogs verkstaden av gesällen Carl Wåhlström, 1765.

## Biografi
Gren föddes den 13 januari 1715 i Stjärnsunds bruk, Husby socken, Kopparbergs län och var son till plåtsmeden Jonas Jonsson Gren och Cherstin Jonsdotter. År 1730 var Jonas i Säters stad. Han arbetade som orgelbyggare från 1733 hos Daniel Stråhle, senare i Torshälla. Han gifte sig i Torshälla den 22 februari 1745 med Catharina Margareta Branting, dotter till rådmannen Johan Branting och Catharina Norstedt. Han blev examinerad och privilegierad 1748 och ingick samma år bolag Petter Stråhle (brorson till Daniel Stråhle). År 1754 bodde han på kvarteret Michaël mindre 134 i Katarina församling i Stockholm. Jonas Gren och Petter Stråhle var båda bosatta 1761 på kvarteret Vattenormen nummer 51 i Kungsholms församling fram till deras död år 1765. Gren avled den 25 mars 1765 i Klara församling, Stockholm och begravdes den 29 samma månad i Kungsholmens församling, Stockholm.

### Familj
Gren gifte sig 22 februari 1745 i Torshälla med Catharina Margareta Branting (1727–1799). Hon var dotter till rådmannen Johan Branting och Catharina Norstedt. De fick tillsammans barnen Jonas (1745), Stina Cathrina (1747), Margaretha Elisabeth (född 1748), Abraham (född 1749), Anna Schiarlotta (född 1752), Ulrica Lovisa (född 1754), Eva Maria (född 1755), Wilhelmina (född 1757), Johan Eric (född 1760), Adolph (född 1762) och Christina Catharina (född 1763).

## Medarbetare
- Johann Friedrich Rhode (född 1725). Han var mellan 1754 och 1757 orgelbyggargesäll hos Gren och Stråhle.[13]
- Maths Brandberg (född 1719). Han var mellan 1754 och 1757 snickargesäll hos Gren och Stråhle.[13]
- Nils Ullgren (1726–1773). Han var mellan 1754 och 1757 snickargesäll hos Gren och Stråhle.[13] Ullgren gifte sig 1757 i Gävle med Regina Westerberg.[22] Han kom från 1757 att arbeta som snickarmästare i Gävle.[23][24]
- 1754–1757 Eric Engman (född 1732) (gesäll)
- Carl Wåhlström (född 1736). Han var mellan 1754 och 1760 gosse och mellan 1761 och 1765 orgelbyggargesäll hos Gren och Stråhle.[13][12][14]
- Johan Forssberg (född 1726). Han var 1755 snickargesäll hos Gren och Stråhle.[13]
- Mattias Swahlberg den yngre (född 1731). Han var 1755 gosse och 1760 gesäll hos Gren och Stråhle.[13][12] 1754–1757
- Anders Nordenberg (född 1733). Han var 1760 gosse hos Gren och Stråhle.[12]
- Johan Arborelius (född 1743). Han var 1760 gosse hos Gren och Stråhle.[12]
- Lars Fredrik Hammardahl (född 1732). Han var 1760 gosse och mellan 1761 och 1765 organist hos Gren och Stråhle.[12][14]
- Fredrik Salling (född 1745). Han var mellan 1761 och 1763 lärling hos Gren och Stråhle.[14]
- Olof Schwan (född 1744). Han var mellan 1761 och 1763 lärling hos Gren och Stråhle.[14]
- Johan Westelman (född 1740). Han var mellan 1761 och 1765 lärling hos Gren och Stråhle.[14]
- Abraham Swanström Siuk (född 1733). Han var 1761 lärling hos Gren och Stråhle.[14]
- Hans Bergstedt (född 1738). Han var 1763 snickargesäll hos Gren och Stråhle.[14]
- Eric Lindström (född 1737). Han var 1763 snickargesäll hos Gren och Stråhle.[14]

## Orglar
| År              | Ursprunglig kyrka                  | Stift      | Bild | Manualer | Pedal        | Stämmor | Bevarad orgel/fasad | Övrigt |
| --------------- | ---------------------------------- | ---------- | ---- | -------- | ------------ | ------- | ------------------- | --- |
| 1748            | Bollnäs kyrka                      | Uppsala    |      | 1        | Bihängd      | 13      | Nej/Nej             | Orgeln byggdes 1748 bak i kyrkan. När kyrkan vidgades 1755 flyttades orgeln längre fram. |
| 1749            | Västra Vingåkers kyrka             | Strängnäs  |      | 1        |              | 13      | Nej/Nej             | Efter gudstjänsten i Västra Vingåkers kyrka 17 juni 1748 hölls en sockenstämman med orgelbyggaren Jonas Gren, som kom ifrån Stora Malms socken. De beslutade att han skulle bygga en orgel för 6000 riksdaler kopparmynt. På sockenstämman 31 juli samma år, skrevs kontrakt med orgelbyggarna Gren och Stråhle. Orgelverket invigdes 10 september 1749 med vokal och instrumental musik. Närvarande vid invigningen var prosten Jakob Strengbom och domkyrkoorganisten Georg Rudolph Londicer i Strängnäs. Londicer fick även i uppdrag att inventera och approbera orgeln. |
| 1749            | Stora Malms kyrka                  | Strängnäs  |      | 1        | Bihängd      | 12      | Nej/Nej             | Orgeln skänktes av ryttmästaren David Henrik Hildebrand. |
| 1750-talet      | Helgarö kyrka                      | Strängnäs  |      | 1        |              | 7       | Nej/Nej             | Orgeln såldes 1862 till Vallby kyrka, Södermanland. En ny orgel byggdes 1909 av E A Setterquist & Son, Örebro. |
| 1750            | Öja kyrka                          | Strängnäs  |      | 1        |              | 9       | Nej/Nej             | [ 25 ] |
| 1750            | Franska reformerta kyrka Stockholm |            |      | 1        | Bihängd      | 8       | Ja/Ja               | Orgeln har en blåsbälg. Såldes 1870 till Bunge kyrka, Gotland. Den renoverades 1977 av Mads Kjersgaard, Uppsala. |
| 1751            | Katarina kyrka                     | Strängnäs  |      | 2        | Självständig | 30      | Nej/Ja              | Orgeln var stämd i kammarton och hade 8 blåsbälgar. |
| 1752            | Slottskyrkan                       | Uppsala    |      | 2        | Bihängd      | 17      | Nej/Ja              | Orgeln hade en blåsbälg. |
| 1753            | Kungsholms kyrka                   | Uppsala    |      | 1        | Bihängd      | 10      | Nej/Ja              | Orgeln hade två bälgar. Flyttades 1832 till Hammars kyrka. |
| 1753            | Danvikshems kyrka                  | Strängnäs  |      | 1        |              | 10      | Nej/Nej             | Orgeln hade två bälgar. |
| 1753            | Karlstads domkyrka                 | Karlstad   |      |          |              | 30      | Ja (delvis)/Nej     | Orgeln skadades 1865 i en brand. 1878 byggdes en ny orgel av Åkerman & Lund, Stockholm i domkyrkan. Delar av orgeln uppsattes 1870 i Segerstads kyrka av Otto Holmberg, Karlstad. Den hade 6 stämmor och bihängd pedal. 1990 renoverades orgeln av Jan-Erik Straubel, Karlstad. |
| 1749 eller 1756 | Östra Vingåkers kyrka              | Strängnäs  |      | 1        |              | 9       |                     | Orgeln sattes upp i kyrkan 1749. Orgeln skänktes 1756 av riksrådet Claës Stromberg. 1765 byggdes en pedal till orgel med 5 stämmor. |
| 1753            | Ripsa kyrka                        | Strängnäs  |      |          |              | 6       | Nej/Nej             | |
| 1754            | Västerlövsta kyrka                 | Uppsala    |      | 1        | Bihängd      | 10      | Ja/Ja               | Orgeln såldes 1875/1882 till Järlåsa kyrka. Ombyggd 1855 av Daniel Wallenström, Uppsala. Renoverad 1929 av Carl Richard Löfvander, Stockholm. |
| 1754            | Överselö kyrka                     | Strängnäs  |      | 1        | Bihängd      | 9       | Ja/Ja               | Omändrad 1852 av Johan Lund, Stockholm. Renoverad 1952 av Olof Hammarberg, Göteborg. |
| 1754            | Järvsö kyrka                       | Uppsala    |      | 1        | Bihängd      | 15      | Nej/Ja (delvis)     | Orgeln hade 3 bälgar. Den 29 december 1752 besökte Stråhle församlingen för att ackordera 9000 daler kopparmynt för ett orgelverk i samma form som kungliga slottet. Han fick 300 daler i förskott. 15 augusti 1754 fick Rhode 48 daler. Den 18 augusti samma år fick orgelbyggarna Gren och Stråhle 3000 daler för orgelverkets hitkomst. Orgel togs ner 1832 då gamla kyrkan revs och sattes upp i nya kyrkan 1837 av Olof Hanberg, Arbrå. Den ombyggdes även då. |
| 1755            | Piteå stadskyrka                   | Luleå      |      | 1        |              | 7       | Nej/Ja              | Den 26 november 1754 skrevs kontrakt med Gren och Stråhle. Gesällen Rhode satte upp orgelverket i kyrkan. En ny orgel byggdes 1899 av Nils Oskar Alm, Boden. |
| 1757            | Hedemora kyrka                     | Västerås   |      | 2        | Bihängd      | 22      | Nej/Ja              | Orgeln kostade 20000 daler kopparmynt och organisten Hedenstrand skänkte 100 daler till bygget. Orgelverket byggdes som Klara kyrkas orgel, med en rund öppning i mitten. Orgel besiktades av organisten Bergner, Stockholm. En ny orgel byggdes 1904 av Johannes Magnusson, Göteborg. |
| 1758            | Kristina kyrka                     | Västerås   |      | 2        | Självständig | 27      | Nej/Ja              | Orgeln hade 6 bälgar. Sedan branden fanns ännu 3 stora silverpipor bevarade, skänkta av bergmästare Grisbak, som används i verket, och är gr. C om 130 lod, H 48 3⁄16 lod och ostr. C 45 15⁄16 lod. En ny orgel byggdes 1906 av Johannes Magnusson, Göteborg. |
| 1759            | Bälinge kyrka, Södermanland        | Strängnäs  |      | 1        |              | 9       | Nej/Nej             | Orgeln kostade 3300 daler. Utökades till 9 stämmor 1805 av Lorentz Peter Lorin. |
| 1759/1757       | Dingtuna kyrka                     | Västerås   |      | 1        | Bihängd      | 11      | Nej/Nej             | En ny orgel byggdes 1898 av E A Setterquist & Son, Örebro. |
| 1761            | Klara kyrka                        | Uppsala    |      | 2        | Självständig | 40      | Nej/Nej             | Orgeln hade 8 bälgar. Orgeln kostade 32000 daler kopparmynt. Bryggaren Sven Svensson Ros änka, Rosina Elisabeth Höjer skänkte 1753 30000 daler till orgeln. |
| 1761            | Romfartuna kyrka                   | Västerås   |      |          |              | 10      | Nej/Nej             | De bygger ett nytt orgelverk för 4900 daler kopparmynt. De köper den gamla orgeln i kyrkan med 6 stämmor från 1727 för 800 daler kopparmynt .Den var tillverkad i Amsterdam. Överceremonimästare Johan Gabriel Sparfwenfeldts arvingar hade skänkt orgel i testamente till Romfartuna kyrka. En ny orgel byggdes 1888 av Åkerman & Lund, Stockholm. |
| 1761            | Sala sockenkyrka                   | Västerås   |      | 1        | Bihängd      | 8       | Nej/Nej             | Orgeln kostade 4000 daler. Ryttmästare Wachschalger betalad 1000 daler. Pedalen har en oktavs omfång. En ny orgel byggdes 1890 av E A Setterquist & Son, Örebro. |
| 1761            | Nedertorneå kyrka                  | Finland    |      | 1        | Bihängd      | 9       | Ja(delvis)/Ja       | Orgeln flyttades till ombyggda kyrkan 1798 av Henric Kahelin. Orgeln ombyggdes 1899 av Albanus Jurwa. |
| 1761            | Haparanda kyrka                    | Luleå      |      |          |              | 9       | Nej/Nej             | |
| 1762            | Vendels kyrka                      | Uppsala    |      | 1        | Bihängd      | 14      | Nej/Ja              | Orgeln kostade 9750 daler kopparmynt. Fasaden är ritad av Olof Tempelman. |
| 1762            | Kuddby kyrka                       | Linköpings |      | 1        |              | 9       | Nej/Nej             | Orgeln kostade 9000 daler och hade en skäftbälg. Orgeln flyttades till nya kyrkan 1828. |
| 1763            | Mariakyrkan, Fredrikshamn          | Finland    |      |          |              | Okänd   | Nej/Nej             | 1772 Utökades orgeln med ett nytt öververk av Carl Wåhlström. Orgeln och kyrkan förstördes i en brand 1821. |
| 1764–1765       | Ljusdals kyrka                     | Uppsala    |      | 1        | Bihängd      | 14      | Nej/Ja              | Orgeln hade 3 bälgar. Tillbyggd 1790 av Lars Fredrik Hammardahl, Arbrå till 16 1/2. |
| 1764            | Flo kyrka                          | Skara      |      | 1        | Bihängd      | 9       | Nej/Nej             | [ 25 ] |
| 1764            | Nysunds kyrka                      | Karlstad   |      |          |              | 9       | Nej/Nej             | Orgeln skänktes av brukspatron Leonard Magnus Uggla. En ny orgel byggdes 1885 av E A Setterquist & Son, Örebro. |
| 1765            | Vallby kyrka, Uppland              | Uppsala    |      | 1        | Bihängd      | 10      | Nej/Ja              | Kontrakt skrevs 1763 med Gren och Stråhle. Sattes upp efter deras död 1765 av gesällen Carl Wåhlström. Den kostade 8000 daler kopparmynt. Orgeln renoverades 1875 av Johan Eriksson, Boglösa socken. |
|                 | Viborgs kyrka                      |            |      |          |              |         |                     | |
|                 | Reval kyrka                        |            |      |          |              |         |                     | |

### Ombyggnader och övrigt
| År   | Ursprunglig kyrka                       | Stift     | Bild | Manualer | Pedal        | Stämmor | Bevarad orgel/fasad | Övrigt |
| ---- | --------------------------------------- | --------- | ---- | -------- | ------------ | ------- | ------------------- | --- |
| 1747 | Norrbärke kyrka                         | Västerås  |      |          |              |         |                     | Orgeln rensades och reparerades från den 27 mars till den 8 april 1747 av Gren och Stråhle. |
| 1748 | Söderala kyrka                          | Uppsala   |      |          |              |         |                     | Orgeln rensas och stäms av Gren. |
| 1748 | Söderhamns kyrka                        | Uppsala   |      |          |              |         |                     | 1748 rensades orgeln av Gren och en gesäll. |
| 1748 | Hudiksvalls kyrka                       | Uppsala   |      |          |              |         |                     | 1748 rensades och lagades orgeln av Gren för 400 daler. |
| 1748 | Adolf Fredriks kyrka (S:t Olofs kapell) |           |      |          |              | 8       | Nej/Ja              | En orgel skänkt 1698 av handelsman Jac. Stiegler till S:t Olofs Kapell, Stockholm. Den byggdes om 1748 av Gren och Stråhle och fick då 8 stämmor. Orgeln förbättrades 1748 och Gren och Stråhle och hade då 8 stämmor. Flyttades till Botkyrka kyrka 1782 och sedan till Huddinge kyrka 1810. Orgeln flyttades slutligen till Havdhems kyrka. 1912 flyttades orgeln till Gotlands Fornsal. |
| 1749 | Österåkers kyrka                        | Strängnäs |      |          |              | 6       | Nej/Nej             | Utökade en orgel till 6 stämmor. Den var byggd 1727 av Johan Niclas Cahman och hade då två stämmor. |
| 1750 | Göteborgs domkyrka                      | Göteborgs |      | 2        | Självständig | 35      |                     | År 1734 byggde Johan Niclas Cahman en orgeln för 8500 daler silvermynt. Den hade fem bälgar. Den reparerades av Gren och Stråhle. De satte 1750 in stämmorna Vox virginea D och Trumpet 4' B för 300 daler silvermynt. |
| 1752 | Finska kyrkan                           |           |      | 1        |              | 6       |                     | Byggdes av okänd orgelbyggare. Orgeln gjordes om 1752 av Gren och Stråhle. Orgeln hade tre bälgar. |
| 1755 | Delsbo kyrka                            | Uppsala   |      | 1        |              | 11      |                     | 1746 byggde Olof Hedlund en orgel. Den utökades av honom med 6 stämmor i pedalen för 4300 daler. Orgeln reparerades 1755 av Gren och Stråhle. Orgeln hade 4 bälgar. De blev skjutsade från och till Järvsö och arbetade under 12 dagar med orgeln tillsammans med en gesäll. De renstämde orgeln och fick 300 daler för arbetet.                                                           |
| 1755 | Lindesbergs kyrka                       | Västerås  |      | 1        | Självständig | 16      | Nej/Nej             | Kyrkan fick sin första orgel 1662. 1693 fanns en orgel i kyrkan. 1731–1736 renoverades orgeln av Daniel Stråhle och fick 17 stämmor, en manual och pedal. Han byggde bland annat till en ny pedal för 2400 daler. 1755 reparerades orgeln av Gren och Stråhle för 1500 daler. De satte även i stämman Vox virginea. Orgeln förstördes i en brand 1869.                                     |
| 1755 | Söderhamns kyrka                        | Uppsala   |      |          |              |         |                     | 1755 gjorde Jonas Gren och Petter Stråhle ett arbete på orgeln. |
| 1755 | Bollnäs kyrka                           | Uppsala   |      |          |              |         |                     | 1755 flyttade Gren och Stråhle en orgel. Orgelbyggargesällen Rhode deltog i arbetet. |
| 1756 | Skeppsholmskyrkan                       |           |      | 1        |              | 6       |                     | 1702 skänktes ett positiv till kyrkan av Hedwig Sophia af Hollsten. Positivet blev förbättrat 1739. 1756 utökades orgeln av Gren och Stråhle och hade då 6 stämmor. |
| 1758 | Simtuna kyrka                           | Uppsala   |      |          |              | 8       | Nej/Nej             | Flyttade 1758 ett orgelverk från koret till en nybyggd västläktare i kyrkan. Orgeln var byggd 1726 av Johan Niclas Cahman, Stockholm och hade 8 stämmor. |
| 1759 | Medåkers kyrka                          | Västerås  |      |          |              | 8       | Ja/Ja               | Gren och Stråhle sätter 1759 upp en orgel i kyrkan av okänd orgelbyggare. Orgeln var byggd 1634 för Maria Magdalena kyrka, Stockholm. Flyttades 1737 till Hedvig Eleonora kyrka, Stockholm. Den skänktes 1888 till Nordiska museet där den ställdes upp 1908. |
| 1761 | Arbrå kyrka                             | Uppsala   | 2    |          |              | 18      | Nej/Nej             | Sätter upp en orgel från Ljusdals kyrka. Tillverkad 1733 av Johan Niclas Cahman, Stockholm. De utvidgade även orgel till 18 stämmor. 11 stämmor i manualen och 7 stämmor i öververket. Orgelverket satte upp av Gren och gesällen Lars Hammardahl. |
| 1761 | Hedvig Eleonora kyrka                   | Uppsala   |      | 2        | Självständig | 26      | Nej/Ja              | Ett orgelverk köptes från Maria Magdalena kyrka och utökades med pedal av Olof Hedlund, Stockholm. Huvudverket såldes 1759 till Medåkers kyrka. Gren och Stråhle tillverkade 1761 ett nytt huvudverk till orgeln med 10 stämmor. |
| 1761 | Skå kyrka                               |           |      |          |              | 6       | Ja/Ja               | Satte upp en begagnad orgel av okänt ursprung. Den finns idag i Claudiussamlingen på Musikhistorisk Museum, Köpenhamn. |
| 1765 | Arbrå kyrka                             | Uppsala   |      |          |              |         |                     | En orgel sattes upp från Ljusdals kyrka 1765 av Gren och Stråhle. Orgeln utökades samtidigt med 10 stämmor. Den hade 3 bälgar. Orgeln var byggd av Cahman. |
|      | Storkyrkan                              |           |      |          |              |         |                     | Gren och Stråhle reparerade orgeln. |